# Der grüne Finger
Der grüne Finger (DVD-Titel: Paul Temple – Der grüne Finger, Originaltitel: Send for Paul Temple, Titel der Kinofassung in Österreich: Die Todesfalle) ist ein britischer Kriminalfilm aus dem Jahr 1946. Es ist der erste von vier Kinofilmen, die auf einem der Paul-Temple-Hörspiele von Francis Durbridge beruhen. Der Film fand am 23. Dezember 1946 in Großbritannien seine Uraufführung, in der Bundesrepublik Deutschland wurde er 1947 erstmals gezeigt. Der Film erzählt die allererste Paul-Temple-Geschichte nach und berichtet auch, wie sich der Schriftsteller Paul und seine zukünftige Gattin Steve kennenlernen. Während das zugrunde liegende Hörspiel Send for Paul Temple von 1938 nie auf Deutsch übersetzt wurde, erfuhr der gleichnamige Roman 2021 eine deutsche Version unter dem Titel Paul Temple und der Fall Max Lorraine.

## Handlung
Scotland Yard hat es mit einer Reihe mysteriösen Diamantenraube zu tun. Bald gibt es auch einen ersten Toten. Die Presse fordert, dass der Kriminalschriftsteller Paul Temple in den Fall mit einbezogen wird, da er in der Vergangenheit der Polizei schon mehrfach mit seinen unkonventionellen Ermittlungsmethoden geholfen hat. Als auch Kriminalinspektor Harvey Opfer der Bande wird, wendet sich dessen Schwester Louise verzweifelt an Temple. Louise selbst arbeitet als Journalistin unter dem Namen Steve und geht gemeinsam mit Paul auf Mörderjagd. Wer ist der große Hintermann, den alle nur als „Diamantenschurken“ kennen, dessen wahres Gesicht aber niemand gesehen hat? Alle Spuren führen in ein englisches Pub, zu dem es auch einen unterirdischen Geheimgang gibt. Neben drei Polizeibeamten sind auch dessen Wirt und eine mysteriöse Miss Marchment hochgradig verdächtig, hinter all den Verbrechen zu stehen. Selbst als auf Paul ein Mordanschlag verübt wird, gibt er nicht auf und kann in einem überraschenden Finale den Diamantenschurken enttarnen und der Gerechtigkeit zuführen.

## Kritik
„Ein Kriminalfilm auf der Basis eines simplen Drehbuchs aus der Paul-Temple-Serie.“

„"Send for Paul Temple" bietet klassische nostalgische Krimispannung mit allen Zutaten, die man von einem echten Durbridge-Krimi erwartet. Alle 15-20 Minuten kommt es außerdem zu einer spannenden Wende, was ja auf die aus dem zugrunde liegenden Hörspiel kommenden Cliffhangermomente zurückzuführen ist.“

## Die anderen Paul Temple-Filme
- Wer ist Rex? (1948)
- Jagd auf "Z" (1950)
- Paul Temple und der Fall Marquis (1952)

## Sonstiges
Die Geschichte basiert auf dem Hörspiel „Send for Paul Temple“, das Francis Durbridge bereits 1938 als Achtteiler für die BBC schrieb. Es wurde nie auf Deutsch realisiert und war der Start von Durbridges sensationeller Karriere als Kriminalautor.
Der Roman Paul Temple und der Fall Max Lorraine, der 2021 in einer deutschen Übersetzung erstmals erschienen ist, in Großbritannien aber bereits 1938 auf den Markt kam, basiert auf diesem Stoff.
Der Pidax Film- und Hörspielverlag produzierte 2022 ein Filmhörspiel, das aus der deutschen Tonspur des Films Der grüne Finger und einem Erzähler besteht.

## DVD-Veröffentlichungen
Der Film erschien im englischsprachigen Raum 2009 von Renown Pictures, 2015 brachte Pidax eine deutsche DVD auf den Markt, die umfangreiches Bonusmaterial beinhaltet (neben Audiokommentar auch ein Interview mit dem Sohn von Francis Durbridge und eine noch nie übersetzte Paul-Temple-Kurzgeschichte). Da die ursprüngliche deutsche Synchronisation verschollen ist, wurde für die DVD-Veröffentlichung 2015 eine neue Synchronfassung angefertigt.